# Avon (Ohio)
Avon is een plaats (city) in de Amerikaanse staat Ohio, en valt bestuurlijk gezien onder Lorain County.

## Demografie
Bij de volkstelling in 2000 werd het aantal inwoners vastgesteld op 11.446.
In 2006 is het aantal inwoners door het United States Census Bureau geschat op 16.455, een stijging van 5009 (43,8%).

## Geografie
Volgens het United States Census Bureau beslaat de plaats een oppervlakte van
54,1 km², geheel bestaande uit land. Avon ligt op ongeveer 189 m boven zeeniveau.

## Plaatsen in de nabije omgeving
De onderstaande figuur toont nabijgelegen plaatsen in een straal van 8 km rond Avon.